# Pornografía en América
La pornografía en América consiste en pornografía producida y vista en países y territorios del Norte, Centro y Sudamérica y el Caribe. Aunque la sociedad latinoamericana ha sido tradicionalmente conservadora debido a la fuerte influencia por parte de la Iglesia católica y, actualmente, por las iglesias protestantes o evangélicas, la posesión, creación y distribución de pornografía es legal en casi todos los países de la región, tales como Brasil, Chile, Colombia, Ecuador, Perú, México y Argentina. Sin embargo, en Venezuela, la pornografía es ilegal de facto.[cita requerida]
La visualización de pornografía en la región se ha popularizado a través la Internet y DVDs ilegales.

## Bahamas
El código penal bahameño prohíbe la producción y distribución de publicaciones obscenas. Muchos tipos de pornografía están prohibidos en las Bahamas; sin embargo, la aplicación de la ley es relajada y generalmente no hace cumplir la prohibición. La pornografía está disponible en la televisión por cable bahameña, y en 2014 ZNS-TV transmitió un informe sobre el establecimiento de una industria local de pornografía en las Bahamas.

## Brasil
En Brasil, los actores de películas pornográficas deben tener 18 años o más. La creación, venta y distribución de pornografía que involucre animales es ilegal desde 2014, bajo pena de hasta 1 año de prisión. Hasta 2014, existió una industria pornográfica dedicada a la zoofilia, el cual se producía para su distribución tanto en Brasil como en Europa. Sin embargo, debido al cada vez mayor repudio hacia el abuso animal y a las crecientes leyes anti-zoofilia en diversos países donde se distribuyen estos videos, su producción se detuvo hasta su criminalización.
En Brasil, la industria pornográfica ha existido desde la década de 1970, con las denominadas "pornochanchadas", que fue desplazada por la pornografía hardcore, el cual hay una industria sólida en el país, siendo la empresa Brasileirinhas la más reconocida. También existe una industria minoritaria dedicada a la pornografía "bizarra", en donde muestran escenas de coprofilia, emetofilia y urolagnia, siendo la empresa MFX Media y su director Marco Antônio Fiorito el más representativo de este género, siendo el creador de la infamemente conocida 2 Girls 1 Cup.

## Canadá
Las leyes de Canadá permiten la venta de pornografía hardcore a cualquier persona mayor de dieciocho años. Si bien las personas menores de esa edad pueden tener pornografía en su poder, su venta está prohibida.
La mayoría de la pornografía hardcore se vende en tiendas para adultos o en sitios web para adultos.

## Chile
Chile tenía una próspera industria del porno que comenzó en la década de los 50 con un buen crecimiento hasta 1973, cuando los militares tomaron el poder y obstaculizaron la industria en el país, cediendo gran parte de los aspectos valóricos y morales de la sociedad a la Iglesia católica en Chile.
Hacia 1968 se estimaba que en Santiago de Chile se editaban alrededor de 30 revistas consideradas como pornográficas. El 28 y 29 de octubre de dicho año se realizaron incautaciones de material considerado pornográfico en diversas imprentas de la capital chilena, luego de denuncias realizadas por la Asociación Nacional de Padres y Apoderados de los Liceos Fiscales y Estatales; entre las publicaciones requisadas se encontraban Alta Tensión, La Verdad, Sexo Crónica, A Media Luz, Glamour, Sexología y Luz. En 1970 se realizaron nuevas redadas en Santiago contra editoriales que publicaban o distribuían pornografía.
A partir de la década de 2000 la industria está comenzando a experimentar un repunte en el país y en América Latina gracias al aumento en el acceso a internet y dispositivos móviles.

## Colombia
Colombia se ha convertido en un gran centro de transmisión de cámaras web en vivo y ha visto un aumento en las camgirls como resultado del aumento en el acceso a internet. Casi el 98% de las modelos "latinas" provienen de Colombia, mientras que solo el 2% proviene de México y Brasil.  La mayoría de las modelos son usuarios registrados de páginas populares como Chaturbate, BongCams, Stripchat, Myfreecams y CAM4.  En todas estas páginas el usuario accede a dar tokens (moneda virtual) a los y las modelos para que hagan un show al gusto del cliente.  Aunque las páginas tienen sus reglas claras de lo permitido y lo que no, algunos modelos y usuarios son sancionados por no cumplir los términos y condiciones. También existe una industria pornográfica pujante en dicho país.
El 5 de octubre de 2018, la Corte Constitucional de Colombia estableció una normativa que regula la forma en la que contratos para fines de pornografía se hagan en el país. Esto debido al caso de una mujer cuyo vídeo fue filtrado sin su autorización por la empresa pornográfica la cual quiso trabajar. Esta normativa contempla:
- La forma en la cual se van a comercializar los materiales audiovisuales. sean estos: Internet, medios digitales, medios impresos, etc.
- A qué personas o empresas se les va a ofrecer la venta o distribución de las imágenes.
- En qué países se podrá acceder a las imágenes grabadas o fotografiadas o si se podrá acceder a éstas desde cualquier parte del mundo.
- Si el acceso a las imágenes será gratuito o pago.
- La exposición hacia los actores sobre los riesgos que existen en la actualidad sobre la piratería informática y los riesgos de que las imágenes grabadas o fotografiadas sean reproducidas en medios no autorizados por las empresas.
- En caso de que las imágenes se vayan a distribuir en páginas de Internet, establecer cuál es el nivel de seguridad de dichas páginas frente a la piratería o la filtración de datos.
- Además, se le debe de dar el tiempo suficiente a la persona para que lea y asuma las implicaciones del contrato.

## Cuba
La pornografía es ilegal en Cuba, según consta en los artículos 311 y 314 de la ley N°62 del Código Penal cubano.

## Ecuador
La posesión, producción, edición, difusión, venta y distribución de pornografía de personas adultas es legal en Ecuador. El Código Orgánico Integral Penal condena el uso de niños, niñas y adolescentes para fines de pornografía y trata de personas mediante los siguientes artículos:
- El artículo 103 del COIP condena la producción, edición y transmisión de cualquier material audiovisual que contenga de manera real o simulada a niños, niñas y adolescentes en actividad sexual con una pena de entre 13 a 16 años de prisión.
- El artículo 168 condena la venta y distribución de pornografía a niños, niñas y adolescentes con una pena de 1 a 3 años.
- El artículo 172 condena el uso de niños, niñas y adolescentes, así como personas mayores de 65 años y personas con discapacidad para "obligarlas a exhibir su cuerpo total o parcialmente con fines de naturaleza sexual" con una pena de entre 5 a 7 años.
- El artículo 173 condena el contacto con una persona menor de 18 años con fines sexuales con una pena de 1 a 3 años.
- El artículo 174 condena el uso de tecnologías de información (el artículo señala, incluyendo pero no limitándose a correo electrónico, chat, mensajería instantánea, redes sociales, blogs, fotoblogs, juegos en red o cualquier otro medio electrónico o telemático) para ofrecer servicios sexuales con menores de edad con una pena de 7 a 10 años.
- El artículo 178 condena la denominada "porno-venganza" con una pena de 1 a 3 años.[24]

A pesar de que la producción de pornografía es legal, no existe una industria pornográfica en el Ecuador, aunque varios directores han filmado vídeos y hecho cástines con personas ecuatorianas. Sin embargo, vídeos de índole sexual se producen de manera casera en el país, principalmente, para la promoción de servicios sexuales.

## Estados Unidos
En los Estados Unidos, la pornografía no es ilegal a nivel federal, pero está sujeta a la prueba Miller, que se desarrolló en el caso de 1973 Miller v. California. La prueba de Miller fue un esfuerzo para diferenciar entre pornografía y 'obscenidad'. Tiene tres partes:
- Si "una persona promedio, aplicando los estándares contemporáneos de la comunidad", encuentra que el trabajo, en su conjunto, atrae el interés lascivo.
- Si el trabajo representa o describe, de una manera patentemente ofensiva, una conducta sexual específicamente definida por la ley estatal aplicable.
- Si el trabajo, tomado en conjunto, carece de valor literario, artístico, político o científico serio.[32] El trabajo se considera obsceno solo si se satisfacen las tres condiciones. Las áreas locales pueden desarrollar sus propias leyes sobre el tema, siempre que no entren en conflicto con la ley federal.

La pornografía es una gran industria que involucra a las principales compañías de entretenimiento, que ofrecen películas de pornografía a través de canales por cable y películas en la habitación en los hoteles. La distribución de la pornografía cambió radicalmente durante la década de 1980, con la televisión por cable y VHS desplazando en gran medida a los teatros con clasificación X. La distribución de VHS, a su vez, ha sido reemplazada por DVD y distribución por Internet para nichos de mercado. La pornografía genera miles de millones de dólares en ventas solo en los Estados Unidos. Se estima que 211 nuevas películas pornográficas se realizan cada semana en los Estados Unidos.

## México
México es uno de los mayores consumidores de material pornográfico de todo tipo en Internet, así como también, tiene una industria pornográfica sólida. Sin embargo, el 1 de agosto de 2018, la Suprema Corte de Justicia de la Nación tipificó la pornografía como "explotación sexual", estableciendo una ley contra este tipo de prácticas, pero de una manera tan ambigua que ha dejado la legalidad de la pornografía como incierta. Dicha ley condena con una pena de entre 5 a 15 años a la persona que: "se beneficie económicamente de la explotación de una persona mediante el comercio, distribución, exposición, circulación u oferta de libros, revistas, escritos, grabaciones, filmes, fotografías, anuncios impresos, imágenes u objetos, de carácter lascivo o sexual, reales o simulados, sea de manera física, o a través de cualquier medio". También la ley indica que la comercialización y distribución de material pornográfico con fines de divulgación científica, artística o técnica, educación sexual o reproductiva no es ilegal.
Esto ha causado diversas reacciones entre la industria pornográfica, pidiendo que se reescriba la ley para evitar malas interpretaciones.

## Venezuela
A pesar de que en Venezuela la pornografía puede ser vista mediante sistemas de televisión por cable, el gobierno de dicho país está teniendo posturas anti-pornografía desde 2018. El 19 de junio se reportó que CANTV, la mayor proveedora de Internet del país, censuró 3 páginas de videos pornográficos, XVideos, PornHub y YouPorn. Sin embargo, estas tres webs pueden ser vistas mediante otras proveedoras o mediante cambios de IP o DNS. También, existen rumores de que sitios de webcams podrían ser prohibidas en dicho país.
El gobierno también ha comenzado a tomar medidas contra empresas que ofrecen modelos para webcams. El 19 de febrero, se ha reportado que una empresa que ofrece shows mediante webcams con más de 1500 trabajadoras fue cerrada por miembros de la Guardia Nacional, con el pretexto de que en esta estaban menores de edad. El 2 de septiembre, el Ministerio de Interior y Justicia de dicho país desmanteló una red que ofrecía shows por webcams y videos pornográficos en el cual, según Humberto Ramírez, viceministro de Circuito Integrado de Investigación Penal, se trata de una organización que utilizaba menores de edad. 27 personas fueron detenidas por "delitos vinculados a delincuencia organizada, presunta comisión de hechos impúdicos, difusión internacional por redes sociales de hechos impúdicos, presunto centro para la conspiración política y presunta red de prostitución".
Debido a la crisis económica en Venezuela, el negocio de las webcams ha comenzado a surgir como una manera de solventar la crisis. Sin embargo, debido a problemas de explotación sexual y pérdidas de rentabilidad, páginas como Chaturbate han decidido bloquear el registro de cuentas desde Venezuela.